# ドンアイン県
ドンアイン県（ドンアインけん、ベトナム語：Huyện Đông Anh / 縣東英）は、ベトナム社会主義共和国の首都ハノイ市に存在する行政区。

## 行政
ドンアイン県は以下の行政単位に区分される。
- ドンアイン市鎮（Đông Anh / 東英）
- バクホン社（Bắc Hồng / 北鴻）
- コーロア社（Cổ Loa / 古螺）
- ズックトゥー社（Dục Tú / 育秀）
- ダイマック社（Đại Mạch / 大陌）
- ドンホイ社（Đông Hội / 東會）
- ハイボイ社（Hải Bối / 海貝）
- キムチュン社（Kim Chung / 金鐘）
- キムノー社（Kim Nỗ / 金弩）
- リエンハ社（Liên Hà / 蓮河）
- マイラム社（Mai Lâm / 梅林）
- ナムホン社（Nam Hồng / 南鴻）
- グエンケー社（Nguyên Khê / 元溪）
- タムサー社（Tàm Xá / 蠶舍）
- トゥイラム社（Thụy Lâm / 瑞林）
- ティエンズオン社（Tiên Dương / 仙陽）
- ウイノー社（Uy Nỗ / 威弩）
- ヴァンハー社（Vân Hà / 雲河）
- ヴァンノイ社（Vân Nội / 雲內）
- ヴィエトフン社（Việt Hùng / 越雄）
- ヴォンラ社（Võng La / 網羅）
- スアンカイン社（Xuân Canh / 春粳）
- スアンノン社（Xuân Nộn / 春嫩）
- ヴィンゴク社（Vĩnh Ngọc / 永玉）